# Simon Spiewok
Simon Spiewok (* 12. Januar 2002) ist ein ehemaliger deutscher Skispringer.

## Werdegang
Spiewok gab im März 2017 in Hinterzarten sein Debüt im Alpencup. Ein Jahr später gewann er bei den Nordischen Skispielen der OPA mit der Mannschaft Silber. Am 12. Dezember 2020 sprang Spiewok erstmals im FIS Cup und rund zwei Wochen später auch im Continental Cup. 2021 und 2022 nahm er an der Junioren-WM teil und wurde bei Letzterer Bronzemedaillengewinner mit der Mannschaft.
Am 4. September 2022 errang Spiewok seine ersten Punkte im Continental Cup. Er gehörte zur nationalen Gruppe des DSV für die Vierschanzentournee 2022/23, konnte sich aber nicht qualifizieren.
Im November 2024 gab Spiewok aus gesundheitlichen Gründen sein Karriereende bekannt.

## Privates
Seine Eltern Piotr und Joanna Spiewok wanderten in den 1990er Jahren aus der polnischen Woiwodschaft Schlesien nach Deutschland aus, er selbst spricht neben Deutsch auch Polnisch. Spiewok ist nach Simon Ammann benannt und auch ein großer Bewunderer von ihm.

## Statistik

### Continental-Cup-Platzierungen
| Saison  | Sommer | Sommer | Winter | Winter | Gesamt | Gesamt |
| Saison  | Platz  | Punkte | Platz  | Punkte | Platz  | Punkte |
| ------- | ------ | ------ | ------ | ------ | ------ | ------ |
| 2022/23 | 050.   | 0016   | 060.   | 044    | 068.   | 0060   |
| 2023/24 | –      | –      | 066.   | 029    | –      | –      |

### FIS-Cup-Platzierungen
| Saison  | Platz | Punkte |
| ------- | ----- | ------ |
| 2019/20 | 148.  | 008    |
| 2020/21 | 045.  | 063    |
| 2021/22 | 101.  | 026    |
| 2022/23 | 046.  | 095    |
| 2023/24 | 021.  | 187    |

## Weblink
- Simon Spiewok in der Datenbank des Internationalen Skiverbands (englisch)